# Kivesvaara
Kivesvaara är en kulle i Finland. Den ligger i Paldamo i landskapet Kajanaland, i den centrala delen av landet, 500 km norr om huvudstaden Helsingfors. Toppen på Kivesvaara är 261 meter över havet.
Terrängen runt Kivesvaara är huvudsakligen platt. Runt Kivesvaara är det mycket glesbefolkat, med 4 invånare per kvadratkilometer. Närmaste större samhälle är Paldamo, 14,5 km öster om Kivesvaara. I omgivningarna runt Kivesvaara växer i huvudsak blandskog.